# CLOUD

CLOUD – Cosmics Leaving Outdoor Droplets, to eksperyment przeprowadzany w CERN-ie przy użyciu komory Wilsona o średnicy 3m mający na celu zbadanie wpływu promieniowania kosmicznego na formowanie się cząstek aerozolu atmosferycznego mogących pełnić rolę jąder kondensacji niezbędnych do powstawania kropelek chmurowych. Wiązka cząstek z CERN'owskiego synchrotronu protonowego jest źródłem sztucznego promieniowania kosmicznego.
Pierwsze wyniki z badań opublikowano w Nature 25 września 2011 roku. Stwierdzono, że parowanie, które wcześniej uważano za przyczynę tworzenia się wszystkich aerozoli w niższej części atmosfery odpowiada niewielkiej części obserwacji, nawet przy zwiększeniu promieniowania kosmicznego.
Kolejne wyniki badań opublikowane w Nature 17 października 2013 roku wskazują, że promieniowanie kosmiczne ma znikomy wpływ na formowanie się aerozoli. Stwierdzono także, że aminy wspólnie z kwasem siarkowym są w stanie formować cząsteczki aerozoli w stopniu podobnym do obserwowanego w atmosferze. Aminy to atmosferyczne opary spokrewnione z amoniakiem, który jest produktem ubocznym ludzkiej aktywności jak rolnictwo lub też inne czynniki naturalne. W wynikach badań pokazano, że bardzo małe ilości amin (kilka cząstek na bilion) wspólnie z kwasem siarkowym wystarczą aby uformować stabilne aerozole w stopniu odpowiadającym zaobserwowanym w niższych częściach atmosfery.
Najnowsze wyniki badań opublikowane w Journal of Geophysical Research - Atmospheres pokazały, że zmiany natężenia promieniowania kosmicznego pomiędzy maksimum i minimum aktywności słonecznej mają zbyt mały wpływ na liczbę powstających w atmosferze jąder kondensacji, by zauważalnie wpłynąć na zachmurzenie a tym samym klimat Ziemi. 